# Giuseppe Maria Buonaparte
Giuseppe Maria Buonaparte o Giuseppe Maria di Buonaparte (Ajaccio, 31 de mayo de 1713-Ib, 13 de diciembre de 1763) fue un político corso, abuelo paterno de Napoleón Bonaparte.

## Antecedentes familiares
Los Buonaparte fueron originalmente una familia patricia de Sarzana en Liguria, donde aparecen por primera vez con Gianfaldo Buonaparte alrededor del año 1200. Allí tenían una torre, la Casa torre dei Buonaparte, que todavía tiene cuatro pisos y ha conservado su carácter medieval en la planta baja hasta el día de hoy, así como varias otras casas.
El notario Giovanni Buonaparte se casó con Isabella Calandrini en 1397, prima del posterior cardenal Filippo Calandrini, quien a su vez era medio hermano del cardenal Tommaso Parentucelli, quien se convertiría en el Papa Nicolás V de 1447 a 1455. Ambos príncipes de la iglesia también procedían del patriciado de Sarzana. Giovanni Buonaparte se convirtió en alcalde allí y en 1408 fue nombrado comisionado de la Lunigiana por Giovanni Maria Visconti, duque de Milán. Su hijo Cesare se casó con Apolonia Malaspina en 1440, una hija ilegítima de la familia noble más poderosa, la Lunigiana. Su nieto fue Francesco, quien murió en 1490 a raíz de los genoveses. La colonización como jinete mercenario de la flota comercial marítima del Banco di San Giorgio fue a Córcega y se casó allí en 1493 con la hija de Guido da Castelletto, representante del Banco San Giorgio en Córcega.

## Primeros años de vida
Giuseppe Maria Buonaparte nació el 31 de mayo de 1713 en Ajaccio. Fue hijo de Sebastiano Nicola Buonaparte (29 de septiembre de 1683-24 de noviembre de 1760) y su esposa Maria Anna Tusoli (1690-1760), ambos nobles italianos.
Tenía seis hermanos: Lucien, Maddalena, Paola Maria, Napoleone, Carlo y Sebastiano.

## Carrera
En 1749, Giuseppe era el Delegado que representaba a la Ciudad de Ajaccio en el Consejo de Corte.
Murió de cirrosis el 13 de diciembre de  1763 a la edad de 50 años, dejando hijos menores cuya tutela le proporcionó a su hermano Lucien.
Después de su muerte, Giuseppe Maria Buonaparte fue enterrado en la Capilla Imperial de Ajaccio.

## Matrimonios e hijos
El 5 de marzo de 1741 en Ajaccio, Giuseppe se casó con su primera esposa, Maria Saveria Paravicini (nacida el 7 de septiembre de 1715 en Ajaccio, fallecida antes de 1750). Era hija de dos nobles, Giuseppe Maria Paravicini y Anna Maria Salineri. Los padres de ambos eran miembros de la nobleza de la República de Génova. Tuvieron al menos cuatro hijos:
- María Getrude Buonaparte (28 de noviembre de 1741 - diciembre de 1793). Casada en Ajaccio, el 25 de junio de 1763 con Nicola Luigi Paravisini, canciller de la ciudad de Ajaccio (ca. 1739 - 8 de mayo de 1813).
- Sebastiano Buonaparte (1743 - 24 de noviembre de 1760).
- Carlo Buonaparte (29 de marzo de 1746 - 24 de febrero de 1785). Casado en junio de 1764 con María Leticia Ramolino. Eran los padres de José Bonaparte, Napoleón Bonaparte, Luciano Bonaparte, Elisa Bonaparte, Luis Bonaparte, Paulina Bonaparte, Carolina Bonaparte y Jerónimo Bonaparte.[2]
- Marianna Buonaparte, murió joven.

María falleció antes que su esposo, y él se casó en segundo lugar con María Virginia Alata (nacida el 5 de febrero de 1725), una hija de Domenico Alata. Este matrimonio probablemente no tuvo hijos.